# Matevos Isaakyan
Matevos Isaakyan (em russo:  Матевос Исаакян; Moscou, 17 de abril de 1998) é um piloto russo de ascendência armênia. Atualmente, ele é membro do programa de pilotos da SMP Racing.

## Carreira

### GP3 Series
Isaakyan estreou na GP3 Series na rodada do Bahrein da temporada de 2015 pela equipe Koiranen GP e terminou em vigésimo primeiro com dois pontos. Na temporada seguinte, ele competiu com a equipe em tempo integral e terminou em décimo sétimo na classificação geral (seu melhor resultado foi um quarto lugar na corrida curta de Spa-Francorchamps.

### Fórmula 2
Em 2019, Isaakyan participou das duas últimas rodadas do Campeonato de Fórmula 2 da FIA pela equipe Charouz Racing System, substituindo o piloto do programa Sauber Junior Team Juan Manuel Correa, que estava lesionado devido ao seu envolvimento no grave acidente que vitimou o piloto francês Anthoine Hubert.